# FIELD MANAGEMENT STRATEGY
株式会社FIELD MANAGEMENT STRATEGY（フィールドマネージメントストラテジー、英: FIELD MANAGEMENT STRATEGY Inc.、略称:FMS）は、日本のコンサルティング・ファーム。KANAMEL株式会社の完全子会社。

## 概要
事業内容は、トップクオリティーの戦略コンサルティング、戦略定着までの実行支援。クライアント企業とのコラボレーションによる新規事業の開発と運営。自社資本によるスタートアップおよび中堅企業への投資と運営。ベンチャーキャピタルやプライベートエクイティなどの投資事業等。
マッキンゼー・アンド・カンパニー、ゴールドマン・サックス証券・ボストン・コンサルティング・グループ、リンクアンドモチベーションなどの出身者が経営陣に在籍。
スポーツの分野では、パ・リーグのリーグ・ビジネス、読売ジャイアンツ（読売巨人軍）、Jリーグは湘南ベルマーレ、浦和レッズ、Bリーグは横浜ビー・コルセアーズ等、様々なプロスポーツの支援を実施。代表の並木裕太は、公益社団法人Jリーグの理事としてリーグビジネスの推進に尽力。2020年には、株式会社Jリーグの取締役に就任。湘南ベルマーレの取締役にも復帰。
また執行役員である白井英介もBリーグの横浜ビー・コルセアーズの代表取締役に就任している。
グループ企業には、組織開発や人材育成コンサルティングを行う、フィールドマネージメント・ヒューマンリソースがある。

## 歴史
2009年、マッキンゼー・アンド・カンパニー出身の並木裕太が代表となり「株式会社フィールドマネージメント」として設立。
2019年、Field Management Racingを設立し、モータースポーツの分野にも参入。
2020年、スマートキャピタルとField Smart Groupを発足。Filed Smart Group発足と共に、重光孝司がCo-CEOに就任。
2022年5月9日、AOI TYO Holdings（後のKANAMEL）に参画し同社のグループ会社となる。
2023年1月1日、同じくAOI TYO Holdings傘下のxpdとブランドを統合し「株式会社FIELD MANAGEMENT STRATEGY（旧：フィールドマネージメント）」と「株式会社FIELD MANAGEMENT EXPAND（旧：xpd）」の2社へ名称を変更。

## 書籍
- ズラシ戦略　Discover21
- コンサル100年史　Discover21
- ぼくらの新・国富論　Discover21
- 日本プロ野球改造論　Discover21
- 新人コンサルタントが最初に学ぶ厳選フレームワーク20 Discover21
- ミッションからはじめよう！　Discover21
- ヒット商品が教えてくれる人の「ホンネ」をつかむ技術　講談社